# Zamarada pulverosa
Zamarada pulverosa là một loài bướm đêm trong họ Geometridae.